# Santiago Vázquez (periodista)
Santiago Vázquez (Montemayor de Pililla, Valladolid; 28 de noviembre de 1930 - 19 de noviembre de 2022)fue un periodista, escritor y locutor español. 

## Biografía
Muy joven se trasladó a Segovia donde debutó en 1949 como locutor en la emisora de radio local. Hermano del también periodista Javier Vázquez. En 1959 ingresó en RNE y el 14 de febrero de 1960 se incorporó a Televisión Española, entrando a formar parte de los servicios informativos. A partir de ese momento, se convirtió en uno de los rostros más populares del medio durante los dos décadas siguientes. En los años sesenta presentó programas como Panorama de actualidad (1963), Aquí España (1965) o Plaza de España (1966), Noche del sábado (1967-1968) o La quiniela (1968). A finales de esa década se incorpora como redactor del Telediario. 
Sin embargo, no fue hasta finales de la década de los setenta cuando le llega la oportunidad de dirigir y presentar un espacio que marcó una época en el mundo de la televisión: El divulgativo Un mundo para ellos, que por primera vez en televisión en España abordaba temas como las relaciones entre padres e hijos.
Tras abandonar TVE en junio de 1992, ha trabajado en prensa escrita, colaborando con los diarios ABC y La Razón.
En 2003, publicó sus memorias, tituladas Testigo de una vida, que le valió el Premio Diego de Colmenares otorgado por el Centro Segoviano de Madrid. También ha publicado Isabel I de Castilla: una Reina para la historia (2005).
Colaboró en el programa Sexta Dimensión de Radio Nacional de España, con la sección Claves de la Historia.

## Programas en TVE
- Panorama de actualidad (1963)
- Aquí España (1965)
- Plaza de España (1966)
- Noche del sábado (1967-1968)
- La quiniela (1968)
- Telediario (1968-1973)
- Buenas tardes (1973-1974)
- El mundo de la televisión (1975-1976)
- Voces a 45 (1975)
- Siete días (1977-1978)
- Un mundo para ellos (1979-1983)
- Generación 800 (1985)
- La hora de la salud (1990-1991)
- La hora de vivir (1991-1992)